# Das Halstuch
Das Halstuch ist ein deutscher Fernsehsechsteiler des britischen Autors Francis Durbridge, den der WDR 1961 produzierte und im Januar 1962 erstmals im Deutschen Fernsehen ausstrahlte.
Die Serie übertraf noch den Erfolg der ersten beiden Durbridge-Sechsteiler Der Andere und Es ist soweit. Sie war zur damaligen Zeit der größte Straßenfeger des deutschen Fernsehens und gilt auch heute noch als Musterbeispiel für erfolgreiche Fernsehproduktionen.

## Handlung
In dem kleinen Ort Littleshaw in der Nähe von London wird die junge Schauspielerin und Fotomodel Faye Collins tot aufgefunden, offenbar am Vorabend erwürgt mit einem Schal oder einem Halstuch. Die Ermittlungen übernimmt der ortsansässige Polizeiinspektor Harry Yates. Die Tote war die Schwester des gehbehinderten Musikers Edward Collins, der am Tatabend vergeblich auf ihren Besuch gewartet hatte. Bei Edward Collins waren auch mehrere Geburtstagsgeschenke für Faye abgegeben worden, unter anderem ein wertvolles Brillant-Armband mit einer beiliegenden Karte von einem gewissen Terry. Ein Telegramm, in welchem ein Terry für ein Halstuch dankt, wurde in der Handtasche der Toten gefunden. Marian Hastings, die in Littleshaw einen Modesalon betreibt und mit dem reichen, wesentlich älteren Gutsbesitzer Alistair Goodman verlobt ist, gibt an, Faye Collins am Abend ihrer Ermordung in Littleshaw mit einem ihr unbekannten Herrn gesehen zu haben, der ein auffälliges Halstuch trug. Einige Tage später erkennt sie den Mann auf einem Zeitungsfoto wieder: Es handelt sich um den Londoner Verleger Clifton Morris. Gerald Quincey, ein Geigenschüler von Edward Collins, findet in seinem Geigenkasten das Halstuch, mit dem Faye ermordet worden ist. Als Yates Clifton Morris aufsucht und ihm das Halstuch zeigt, erkennt er es als seines, bestreitet aber, etwas mit dem Verbrechen zu tun zu haben oder Faye Collins auch nur gekannt zu haben.
Clifton Morris beauftragt seinen Butler, in Faye Collins’ Wohnung einzubrechen und dort einen Brief zu entwenden; der Brief kann aber nicht gefunden werden. Der Maler John Hopedean sucht Inspektor Yates auf und berichtet, er habe seit dem Mord mehrfach Drohbriefe erhalten. In der Nähe des Tatortes wurde inzwischen das Feuerzeug gefunden, das Clifton Morris als gestohlen gemeldet hatte. Bei der Rückgabe stellt der Inspektor auch fest, dass Morris’ Handschrift mit der auf der Grußkarte übereinstimmt, die bei Faye Collins’ Geburtstagsgeschenk gefunden wurde, zumal »Terry« offenbar ein alter Spitzname von Clifton Morris ist. Kurze Zeit später erhält Morris einen Anruf des Revuegirls Kim Marshall, die ihm für 18.000 £ einen Brief und eine Tonbandaufnahme verkaufen will, die ihn eindeutig mit Faye Collins in Verbindung bringen und schwer belasten. Inzwischen hat er Kontakt zu der Journalistin Diana Winston aufgenommen, die er als Alibi für den Mordabend angegeben hatte. Er überzeugt sie, dieses Alibi gegenüber der Polizei zu bestätigen. Am nächsten Abend findet die Polizei aufgrund eines anonymen Anrufs in Morris’ Wohnung die Leiche der – wiederum mit einem Halstuch aus dem Besitz von Clifton Morris – erwürgten Diana Winston. Da Morris zur fraglichen Zeit von der Polizei observiert worden ist, kommt er als Täter nicht in Betracht. Durch die Observierung weiß die Polizei aber auch, dass Morris seinen Besuch im Nachtclub Finale (wo er sich mit Kim Marshall getroffen hatte) verschwiegen und bezüglich seines Aufenthaltsorts am Abend des zweiten Mordes gelogen hat.
Mittlerweile steigt die Unzufriedenheit mit der Arbeit der Polizei. Viele Menschen haben kein Verständnis, warum die Polizei den vermeintlich offensichtlichen Mörder Clifton Morris nicht verhaftet.
Als Clifton Morris Edward Collins wegen eines Buches aufsucht, das er Faye geliehen hatte, wird er von Collins mit einem Revolver bedroht, da der ihn für den Mörder seiner Schwester hält. Als Collins durch das Klingeln des Telefons kurz abgelenkt wird, kann der Verleger ihn niederschlagen und flüchten. Inspektor Yates sucht Kim Marshall im Nachtclub Finale auf, diese bestreitet jedoch, etwas mit der Erpressung zu tun zu haben; Clifton Morris sei ihr neuer Freund. Yates, der die Sache durchschaut, warnt das Mädchen und erinnert sie daran, was mit Faye Collins und Diana Winston geschehen ist. Erst als Marian Hastings vor ihrem Modesalon angeschossen wird, bekommt sie Angst. Sie gesteht Yates, nur im Auftrag von Marian Hastings Kontakt mit Morris aufgenommen zu haben, die wiederum ihren Auftrag von einem Unbekannten zu haben schien, vor dem sie eine Todesangst zu haben schien.
Die Polizei findet heraus, dass Faye Collins das wertvolle Brillantarmband, das Morris ihr vermeintlich zum Geburtstag geschickt hatte, bereits seit einem Jahr besessen hatte. Es war offenbar kürzlich bei einem Einbruch aus ihrer Wohnung gestohlen und zusammen mit einer Grußkarte, die Morris in völlig anderem Zusammenhang geschrieben hatte, an sie geschickt worden, wohlwissend, dass sie dieses »Geschenk« nicht mehr lebend erreichen würde, offenbar nur, um den Mordverdacht auf Morris zu lenken.
Yates, der Morris zu einer Aussage bringen will, lässt sich in dessen Gegenwart von Sergeant Jeffries anrufen und mitteilen, dass Edward Collins an den Folgen des Handgemenges in seiner Wohnung verstorben sei. Der verzweifelte Morris bittet daraufhin seinen ehemaligen Studienkollegen Vikar Nigel Matthews, der auch mit Yates befreundet ist, zu sich. Morris gesteht dem Vikar, Faye gekannt zu haben. Er hatte sie vor einigen Monaten kennengelernt und ist von ihr um mehrere tausend £ betrogen worden. Brieflich und telefonisch hat er sie dann zur Rede gestellt. Für den Abend ihrer Ermordung war er mit Faye zu einem klärenden Gespräch in Littleshaw verabredet, ist aber im letzten Moment umgekehrt und beschloss, einen Haken an die Angelegenheit zu machen. Als der Vikar ihm nach diesem Geständnis erzählt, dass Edward Collins am Leben ist, erklärt sich Morris erleichtert bereit, mit der Polizei zusammenzuarbeiten, und geht zum Schein auf die Erpressung ein. Daraufhin taucht Marian Hastings bei ihm auf und verkauft ihm Brief und Tonband. Doch anstatt sich ab jetzt herauszuhalten, wie es der Inspektor von ihm verlangt hat, verfolgt Morris Marian Hastings mit seinem Wagen. Vor einer verlassenen Scheune entdeckt er ihr Auto; drinnen übergibt Marian Hastings gerade das erpresste Geld an den Maler John Hopedean. Wie sich im Dialog der beiden herausstellt, hatten sie vor einem Jahr eine Affäre, als die betrunkene Marian eine Frau totfuhr und Fahrerflucht beging. Hopedean erpresste sie mit diesem Täterwissen, ihn bei seinem teuflischen Plan zu unterstützen: Um Clifton Morris erpressen zu können, erdrosselte er Faye Collins; auch Diana Winston erdrosselte er, denn sie hätte Morris entlasten können; und als jetzt Marian Hastings droht, sie würde das schmutzige Spiel nicht länger mitmachen, will er sie ebenfalls erdrosseln. Doch da wirft sich der eben angekommene Clifton Morris dazwischen; Hopedean versucht zu fliehen, wird aber von der Polizei vor dem Gebäude verhaftet.

## Termine der Erstausstrahlung
- 1. Teil: Mittwoch, 3. Januar 1962
- 2. Teil: Freitag, 5. Januar 1962
- 3. Teil: Sonntag, 7. Januar 1962
- 4. Teil: Mittwoch, 10. Januar 1962
- 5. Teil: Samstag, 13. Januar 1962
- 6. Teil: Mittwoch, 17. Januar 1962

Der Sechsteiler wurde später – auch als Dreiteiler – in der ARD, den dritten Fernsehprogrammen, Eins Plus und EinsFestival mehrfach wiederholt. Der Film ist auch als Videokassette und als DVD erhältlich.

## Aufnahmetechnik
Das Fernsehspiel Das Halstuch wurde erstmals im Ampex-Verfahren aufgezeichnet. Die Kamerabilder wurden auf Magnetbändern aufgezeichnet (MAZ), die nicht geschnitten werden konnten. Der gesamte Ablauf der einzelnen Einstellungen musste vorher genau geprobt werden. Auch die Kameraschwenks und Objektivwechsel mussten genau erfolgen, da bei einem Fehler von vorn angefangen werden musste. Zwischen den Einstellungen gibt es entweder ca. zweisekündige Dunkelpausen oder Außenaufnahmen, die auf Film gedreht wurden.

## Hintergründe
Durbridge-Biograph Georg Pagitz schreibt in seinem Werk über die Geschichte des TV-Mehrteilers, dass der englische Begriff ‚Scarf‘ im Deutschen sowohl mit ‚Halstuch‘ als auch mit ‚Schal‘ übersetzt werden kann und dass die Söhne des Autors Durbridge 2024 angaben, ihr Vater habe eindeutig einen Seidenschal und kein Halstuch gemeint. Somit müsste der Titel eigentlich ‚Der Schal‘ lauten.
Anders als der auf der Drehbuchfassung basierende Durbridge-Roman, spielt die Fernsehserie im Juni statt im Januar. Im Unterschied zur Serie wird am Anfang des Romans über die Erkrankung und Genesung von Edward Collins berichtet, der unter einer schweren Form der Kinderlähmung litt.
Aus Kostengründen fanden die Außenaufnahmen für die Serie nicht in Großbritannien statt. Auf der Suche nach einem passenden Drehort in der Bundesrepublik, der möglichst stilecht als Kulisse für den fiktiven Ort Littleshaw dienen sollte, wurde man im Wülfrath fündig; es wurden Einstellungen des Leichenfundes im Innenhof der Wasserburg Düssel gedreht. Auch in Lennep wurden einige Aufnahmen gemacht.
Der Film wurde in sechs Teilen gesendet, die zwischen 35 und 40 Minuten lang waren. Die Folgen 1–5 endeten mit einem Cliffhanger, also einer spannenden oder überraschenden Szene. So entdeckt am Ende der ersten Folge Gerald Quincey in seinem Geigenkasten das Halstuch, mit dem Faye Collins ermordet wurde. Die zweite Episode endet damit, dass der Gutsbesitzer Goodman bei Yates ein Feuerzeug abgibt, das Morris gehört und in der Nähe des Tatortes gefunden wurde. Am Ende des dritten Teils kehrt Clifton Morris in seine Wohnung zurück und findet die Polizei vor, die dort kurz zuvor die Leiche der Journalistin Diana Winston entdeckt hat. Als Kim Marshall ihre Garderobe im Finale betritt und dort von Inspektor Yates mit den Worten „Hallo Liebling“ begrüßt wird, endet der vierte Teil. In der vorletzten Folge klingelt es in der Wohnung von Clifton Morris. Als er die Tür öffnet, steht Vikar Nigel Matthews vor ihm und begrüßt ihn mit den Worten: „Abend Terry, ich glaube, du erwartest mich.“
Die Folgen 2–6 beginnen jeweils damit, dass ein Off-Sprecher die Handlung der vorherigen Folgen kurz zusammenfasst, währenddessen werden dazu passende Standbilder aus den jeweiligen Folgen eingeblendet. Diese Zusammenfassungen wurden allerdings erst in den 1980er Jahren hinzugefügt.
Für die musikalische Untermalung war der Komponist Hans Jönsson zuständig, von dem auch die Musik zu den Paul-Temple-Hörspielen stammte. Viele der verwendeten Motive hatte er schon in Paul Temple und der Fall Lawrence eingesetzt.

## Auswirkungen
Die Bundesrepublik Deutschland befand sich im Januar 1962 regelrecht im Ausnahmezustand, die Frage nach der Identität des Halstuchmörders beschäftigte die ganze Nation. Theater, Kinos, Volkshochschulen und andere öffentliche Einrichtungen blieben an den sechs Sendeabenden praktisch leer, auch Wahlkampfveranstaltungen der politischen Parteien fanden kein Interesse. Sogar die Nachtschichten in vielen Fabriken wurden heruntergefahren. Wer damals noch keinen Fernseher hatte, besuchte entsprechend ausgestattete Nachbarn, Freunde oder Verwandte oder suchte eine Kneipe mit Fernsehgerät auf. Die quasi menschenleeren Straßen prägten seit dem ersten Durbridge-Sechsteiler im Jahre 1959 den Begriff „Straßenfeger“ für eine besonders erfolgreiche Produktion.
Die Einschaltquote lag bei 89 Prozent. Das 2. Programm, ein Vorläufer der späteren dritten Fernsehprogramme, fand nur wenige Zuschauer. Der Programmbeirat des Fernsehens urteilte zur Situation: „Das deutsche Kulturleben ist zum Erliegen gebracht worden“, und die Fernsehzeitung Funk Uhr schrieb ein Jahr später: „Ein Spiel beherrschte die Schlagzeilen der größten Zeitungen“.
Am 16. Januar 1962, einen Tag vor Ausstrahlung der letzten Halstuch-Folge, erschien in der Berliner Boulevardzeitung Der Abend folgende vom Berliner Kabarettisten Wolfgang Neuss geschaltete Zeitungsannonce: „Ratschlag für morgen (Mittwoch abend): Nicht zu Hause bleiben, denn was soll’s: Der Halstuchmörder ist Dieter Borsche …… Also: Mittwoch abend ins Kino! Ein Kinofan (Genosse Münchhausen)“. Neuss bestritt den Vorwurf, dass er mit der Aktion Werbung für seinen gerade abgedrehten Film Genosse Münchhausen machen wollte, die Aktion löste dennoch einen regelrechten Skandal aus: Neuss erhielt Morddrohungen, und die Bild-Zeitung bezeichnete ihn in einem Artikel als Vaterlandsverräter. Zwar erklärte Neuss bis zu seinem Tod im Jahr 1989, den Mörder lediglich richtig erraten zu haben, aber es gab auch Hinweise, wonach Neuss’ Mutter und Borsches Ehefrau dieselbe Pediküre in Berlin besuchten und dabei die streng vertrauliche Information weitergegeben worden sein könnte.

## Weitere Adaptionen
2010 veröffentlichten der WDR und Der Audio Verlag ein Hörspiel, welches die Originaldialoge des Fernsehspiels übernahm und die für den Hörer nicht sichtbaren szenischen Ereignisse der Handlung durch Zwischentexte ersetzte, die von Friedhelm Ptok gesprochen wurden. Die Adaption für das Hörspiel stammte von Vera Teichman und Andreas Jungwirth, Regie führte Harald Krewer.
Die Durbridge-Vorlage wurde auch in anderen Ländern für das Fernsehen umgesetzt, erstmals 1959 unter dem Titel The Scarf für die BBC in England, ebenfalls 1962 unter dem Titel Halsduken für das schwedische Fernsehen und 1963 unter dem Titel La Sciarpa für das italienische Fernsehen und wurde damit genauso oft verfilmt wie der Roman Melissa von Durbridge.

## Medien
- Das Halstuch, EuroVideo – EAN 4009750182536 (alle Teile zu einem Gesamtfilm zusammengeschnitten), VHS-Video, 206 Minuten
- Das Halstuch, DVD (FSK 12), WDR, 2002
- Das Halstuch, Hörspiel mit Originaldialogen des Fernsehspiels ergänzt um von Friedhelm Ptok gelesene Zwischentexte, 3 CD, 198 Minuten, Der Audio Verlag, 2010, ISBN 978-3-89813-967-0

### Zum Mehrteiler
- Pagitz, Georg: Francis Durbridge und Das Halstuch – Die Geschichte des legendären Straßenfegers in: Durbridge, Francis: Das Halstuch, Hurstpierpoint: Williams & Whiting, 2024 [=Durbridge-Edition Nr. 29], S. 207–356, ISBN 978-1-915887-84-9

### Zum Roman
- Durbridge, Francis: Das Halstuch ungekürzt – neu übersetzt, Hurstpierpoint: Williams & Whiting, 2024 [=Durbridge-Edition Nr. 29], ISBN 978-1-915887-84-9